# Regija glavnoga grada Bruxellesa
Regija glavnoga grada Bruxellesa ili Briselska regija (francuski: Région de Bruxelles-Capitale, nizozemski: Brussels Hoofdstedelijk Gewest) je jedna od tri regije u Belgiji. Relativno maleno područje ove regije od 161 km² je gotovo u potpunosti urbanizirano, uz izuzetak nekih parkova i ostalih zelenih površina.
Francuski i nizozemski su službeni i ravnopravni jezici u ovoj regiji. Unutar regije se nalazi grad Bruxelles koji je prema ustavu glavni grad Belgije. Uz grad Bruxelles regija se sastoji i od 18 drugih općina.

## Politika
Briselska regija ima vlastitu vladu koja se sastoji od osam članova (pet ministara i tri državna tajnika) i koja se bira na mandat od pet godina. Vlada je odgovorna Briselskom parlamentu koji je zakonodavno tijelo regije čiji se zastupnici biraju na regionalnim izborima. Parlament ima 89 zastupnika koji dolaze iz 19 općina koje čine Briselsku regiju.
Regija ima i svog guvernera koji je zadužen za sigurnost i provedbu federalnih zakona.
I frankofoni i flamanski građani Bruxellesa imaju svoje političke i upravne institucije. To su Komisija francuske zajednice (Commission communautaire française), te Komisija flamanske zajednice (Vlaamse Gemeenschapscommissie). Za zajednička pitanja koja se ne tiču posebno frankofone ili flamanske zajednice postoji Zajednička komisija zajednica (Commission Communautaire Commune-Gemeenschappelijke Gemeenschapscommissie).

### Stranke u briselskom regionalnom parlamentu
| Stranka | Stranka                                                                   | Z. mjesta |
| ------- | ------------------------------------------------------------------------- | --------- |
| •       | Socijalistička partija (PS)                                               | 26        |
|         | Reformistički pokret (MR)                                                 | 25        |
| •       | Humanistički demokratski centar (CDH)                                     | 10        |
| •       | Ecolo                                                                     | 7         |
|         | Flamanski interes (VB)                                                    | 6         |
|         | Nacionalna fronta (FN)                                                    | 4         |
| •       | Flamanski liberali i demokrati (VLD)                                      | 4         |
| •       | Socijalistička partija - različiti (SP.A) - Flamanski progresivni (VP)    | 3         |
| •       | Kršćanski demokratski i flamanski (CD&V) - Nova flamanska alijansa (N-VA) | 3         |
|         | Zeleni!                                                                   | 1         |
| Ukupno  | Ukupno                                                                    | 89        |

Vladajuće stranke označene su točkom (•)

## Općine
Regija glavnoga grada Bruxellesa sastoji se od 19 općina od kojih je najveća grad Bruxelles.

## Stanovništvo
Zbog činjenice da se na području regije nalaze brojne međunarodne institucije, uz Belgijance u regiji živi i veliki broj stanovnika iz drugih država Europske unije. Uz njih ovdje također živi i veliki broj useljenika iz bivših belgijskih kolonija, kao i ostalih država, zbog čega je ovo multietnička regija.

### Razvoj broja stanovnika i imigranata
|                    | 1. srpnja 2004. | 1. srpnja 2005. | 1. srpnja 2006. | 1. siječnja 2008. |
| ------------------ | --------------- | --------------- | --------------- | ----------------- |
| Stanovništvo       | 1.004.239       | 1.012.258       | 1.024.492       | 1.048.491         |
| -- od toga stranci | 262.943         | 268.009         | 277.682         | 295.043           |

### Jezici
Prema istraživanju objavljenom 2008. jednog profesora s VUB-a, francuski je i dalje lingua franca Briselske regije, dok je engleski sad postao drugi jezik stanovništva po poznavanju, iako se njime stanovnici ne služe kod kuće. Pet najzastupljenijih jezika u regiji su (usporedbe su vršene na podacima od 2006. u odnosu na 2000. godinu).
1. francuski (95,55% 2006. naspram 95,52% 2000.)
2. engleski (35,40% naspram 33,25%)
3. nizozemski (28,23% naspram 33,29%)
4. španjolski (7,39% naspram 6,90%)
5. arapski (6,36% naspram 9,99%)

Što se tiče materinskog jezika, 83,7% stanovništva koristi jedan od dva službena jezika regije, i to :
- francuski (56,8% 2006. naspram 51,6% 2000.)
- nizozemski i francuski (8,6% naspram 9,9%)
- nizozemski  (7,0% naspram 9,5%)

Izvor:

## Vanjske poveznice
- Službena stranica
- Regionalni parlament
- Interaktivna karta Briselske regije